# Janusz Zakrzeński
Janusz Zakrzeński (Przededworze, 8 maart 1936 - Smolensk, 10 april 2010) was een Pools theater- en filmacteur. Zakrzeński was een van de slachtoffers van de vliegramp bij Smolensk.